# Герольцгофен
Герольцгофен (нім. Gerolzhofen) — місто в Німеччині, розташоване в землі Баварія. Підпорядковується адміністративному округу Нижня Франконія. Входить до складу району Швайнфурт. Центр об'єднання громад Герольцгофен.
Площа — 18,35 км2. Населення становить 6847 ос. (станом на 31 грудня 2020).

## Галерея

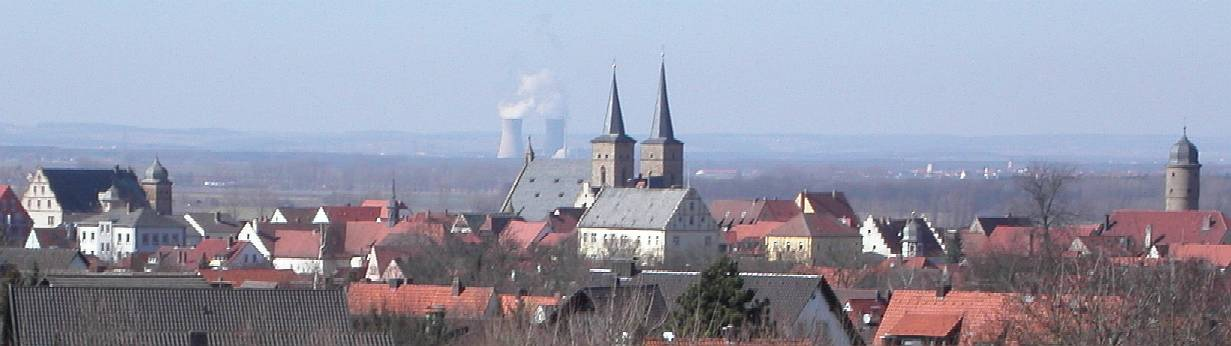
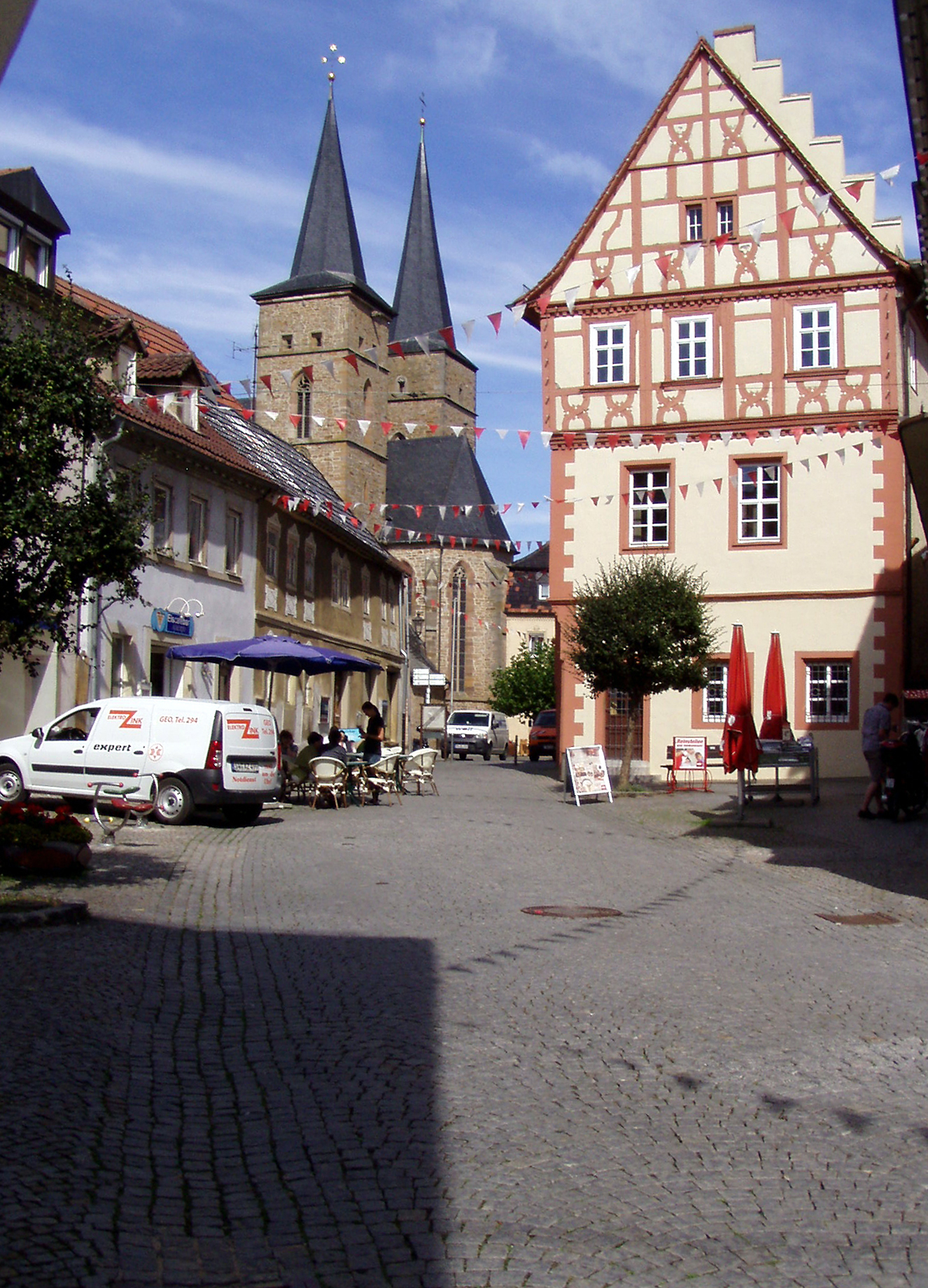
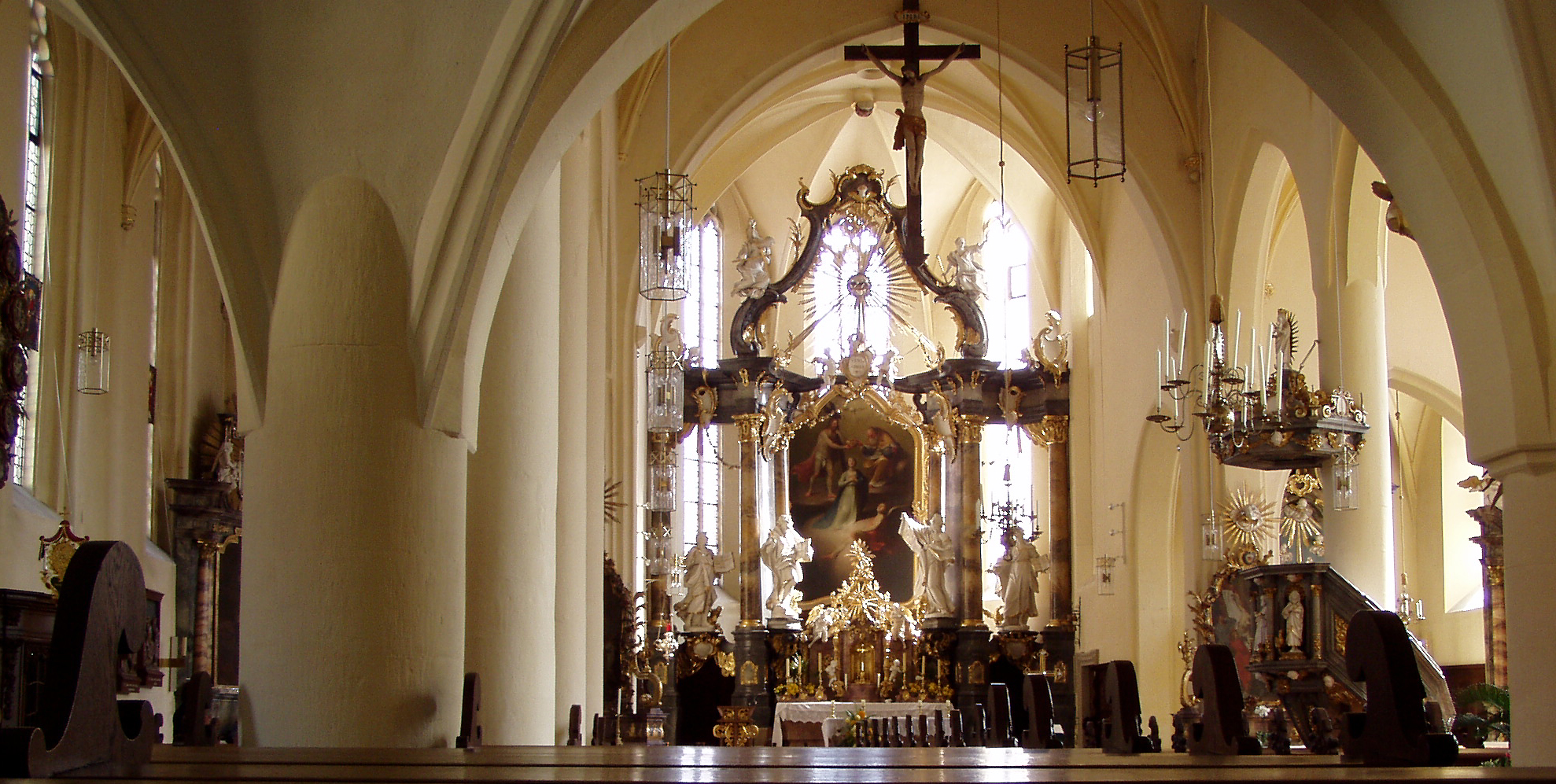
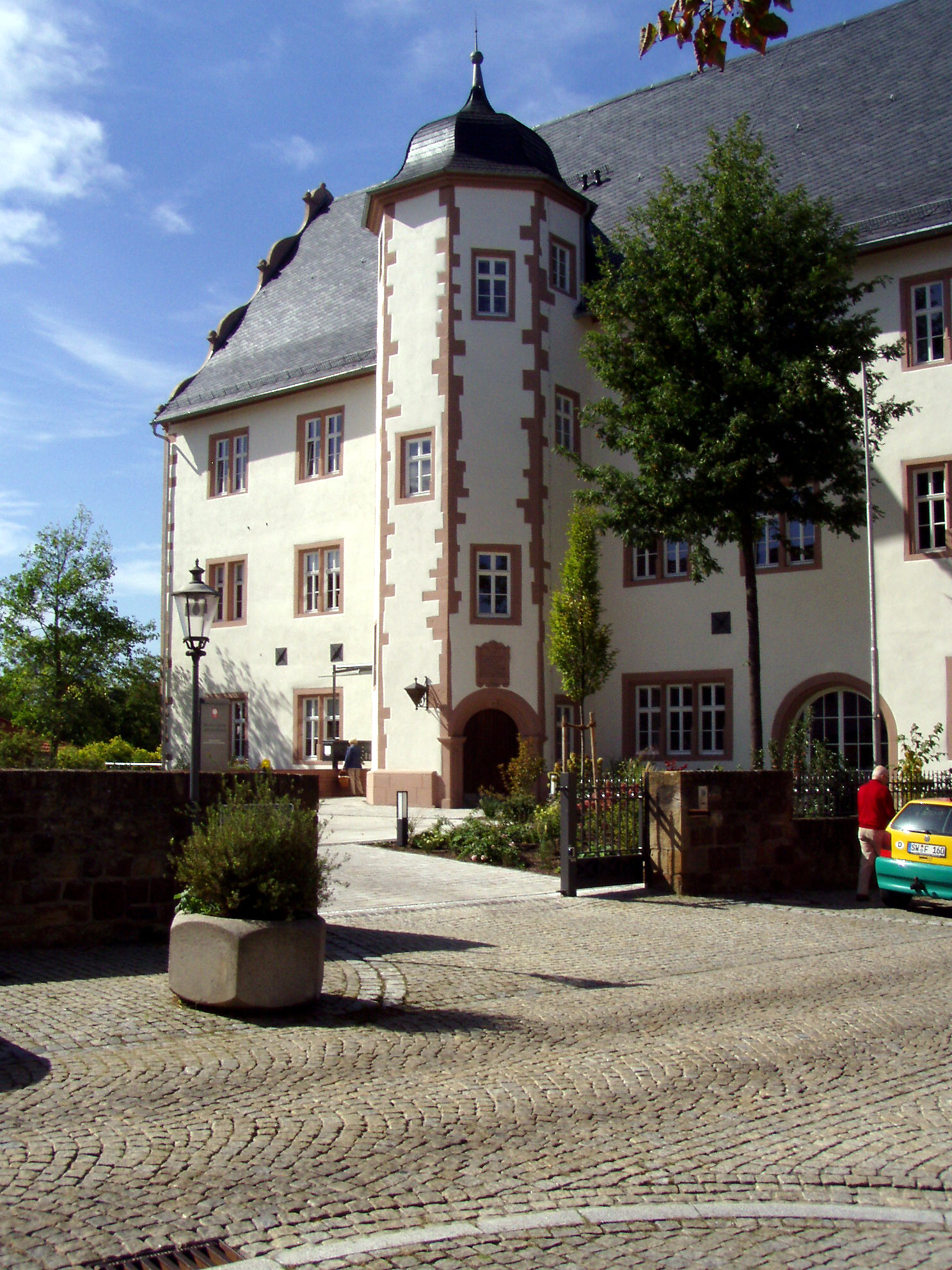